# Русіново (Поморське воєводство)
Русіново (пол. Rusinowo, нім. Russenau) — село в Польщі, у гміні Садлінки Квідзинського повіту Поморського воєводства.
Населення — 197 осіб (2011).
У 1975-1998 роках село належало до Ельблонзького воєводства.

## Демографія
Демографічна структура станом на 31 березня 2011 року:
|          | Загалом | Допрацездатний вік | Працездатний вік | Постпрацездатний вік |
| -------- | ------- | ------------------ | ---------------- | -------------------- |
| Чоловіки | 99      | 25                 | 70               | 4                    |
| Жінки    | 98      | 22                 | 57               | 19                   |
| Разом    | 197     | 47                 | 127              | 23                   |